# Зигхард фон Шварцбург
Зигхард фон Шварцбург (нем. Sieghard von Schwarzburg) — рыцарь Тевтонского ордена, происходил из знатного и древнего рода Шварцбургов (нем. Schwarzburg).
Комтур Христбурга с 26 марта 1301 по 30 марта 1306, после этого был назначен ландмейстером ордена в Пруссии, но пробыл в этой должности всего лишь несколько месяцев в 1306 году. Вернулся вновь на должность комтура Христбурга в 1307 году (пребывал в этой должности до 22 января 1311). В феврале 1311 года стал Верховным госпитальером Ордена (до сентября 1312).
В 1305 году он основал поселение Дёйч-Эйлау (англ. Deutsch Eylau, сейчас — Илава, Польша).